# Symfonie nr. 8 (Aho)
Kalevi Aho voltooide zijn Symfonie nr. 8 in 1993.

## Geschiedenis
De symfonie kwam tot stand op verzoek van het Symfonieorkest van Lahti. Dat orkest nam destijds voor BIS Records (bijna) alle symfonieën op van Aho, maar ook werken die daarbij pasten. Voor de uitgave in 1994 van het werk Pergamon zocht het orkest en het platenlabel een stuk dat daar bij paste. Dat is niet eenvoudig, want het werk gaat over een godenstrijd en klinkt zeer dynamisch. Aho had ook geen stuk voorhanden, maar begon aan een nieuw werk. De ondertitel wijst op het feit dat Aho nu de mens als uitgangspunt nam: "De tragedie van de samenleving en het individu, verbeeld door muziek". 
Op 4 augustus 1994 zat organist Hans-Ola Ericsson achter het orgel en leidde Osmo Vänskä de eerste officiële uitvoering van het werk, tijdens de orgelweken van Lahti. De symfonie werd echter op 23 en 25 mei 1994 al vastgelegd voor de BIS-uitgave.      
In maart 1994 waren de intermezzi al te horen onder de titel Kolme interludia uruille (Drie intermezzi voor orgel), Hans-Ola Ericsson speelde ze toen in Kopenhagen.

## Muziek
De symfonie bestaat uit negen delen, die achter elkaar doorgespeeld worden:
1. Introductie
2. Scherzo I
3. Intermezzo I
4. Scherzo II
5. Intermezzo II
6. Scherzo III
7. Intermezzo III
8. Epiloog

Aho gaf dan wel aan dat hij een stuk wilde schrijven dat tegenover Pergamon stond, voor wat betreft klank en dynamiek verschilt het er weinig van. De symfonie begint zacht met stilte en een losse toon in de orgelpartij. Dan is ook meteen het hoofdthema van de muziek te horen, de slagen op de grote trom. De scherzos zijn enigszins van vrolijker klank, maar met name in Scherzo III breekt de hel los, met felle slagen op de kleine trom in het thema van de grote trom. De intermezii zijn voor het orgel. Na deze climax valt de muziek in Intermezzo 3 geheel stil. Het licht breekt door en er is minutenlang één akkoord te horen (B majeur). De muziek, voornamelijk orgel hier, klinkt door de lichtheid als een Moog-synthesizer. Er vindt nog een akkoordenwisseling plaats naar Cis majeur, maar de lichtheid van klank blijft en de symfonie gaat als een nachtkaars uit.

### Orkestratie
- 3 dwarsfluiten, 3 hobo’s, 3 klarinetten, 3 fagotten
- 4 hoorns, 3 trompetten, 3 trombones, 1 tuba
- pauken, 3 man/vrouw percussie, 1 harp
- violen, altviolen, celli, contrabassen

## Discografie
- Uitgave BIS Records: Hans-Ola Ericcson, Symfonieorkest van Lahti o.l.v. Vänskä
- Uitgave BIS Records: Jan Lehtola, Drie interludes voor orgel, opname 2010

Nr. 1 · Nr. 2 · Nr. 3 · Nr. 4 · Nr. 5 · Nr. 6 (1979-1980) · Nr. 7 Insectensymfonie · Nr. 8 · Nr. 9 · Nr. 10 · Nr. 11 · Nr. 12 Luostosymfonie · Nr. 13 · Nr. 14 Rituelen · Nr. 15
Alles Vergängliche (Orgelsymfonie)